# Пишак, Василий Павлович
Василий Павлович Пишак (3 ноября 1940, с. Селище, Черновицкая область) — советский и украинский учёный, доктор медицинских наук, профессор, заведующий кафедрой медицинской биологии, генетики и фармацевтической ботаники. В течение 1993—2010 годов — ректор Буковинского государственного медицинского университета.
Академик УАН высшего образования Украины, член-корреспондент НАПН Украины, заслуженный работник образования Украины, лауреат государственной премии Украины в области науки и техники, премии имени А. А. Богомольца НАН Украины. Почётный профессор Тернопольского государственного медицинского университета имени И. Я. Горбачевского
Кавалер ордена «Знак почёта», орденов «За заслуги» III и II степеней, награждён знаком «Отличник здравоохранения», 2000 — почётный гражданин Черновцов. Лауреат областных премий — имени Ю. Федьковича и имени А. Поповича.
Имя Василия Пишака включено в альманах «Золотая книга украинской элиты».

## Биография
Происходит из крестьянской семьи. После восьми классов поступил в Черновицкое медицинское училище, в 1957 году получил специальность фельдшера. В 1966 году окончил лечебный факультет Черновицкого государственного медицинского института. Получил направление на кафедру медицинской биологии и генетики, где и остался работать.
Работал ассистентом, старшим преподавателем, доцентом. Дорос до профессора — заведующего кафедрой медицинской биологии, генетики и фармацевтической ботаники.
В 1974 году получил ещё одно образование на вечернем отделении — биологический факультет Черновицкого государственного университета имени Юрия Федьковича.
В течение 1981—1985 годов — декан педиатрического, 1985—1993 — лечебного факультета.
С 1993 года — ректор Черновицкого медицинского института.
С 2010 года — заведующий кафедрой медицинской биологии, генетики и фармацевтической ботаники Буковинского государственного медицинского университета.

## Деятельность
Направления исследований:
- эндокринная система,
- структурная и функциональная организация хроноритмов человека и животных.

В своих трудах исследовал место и роль шишковидной железы в обеспечении функций почек в онтогенезе и филогенезе.
В целом написал более 1000 научных и учебно-методических трудов, из них — 112 монографий, учебников и учебных пособий.
Зарегистрировано 44 изобретения.
Как педагог подготовил к защите 20 кандидатских и 7 докторских диссертаций.
Входит в состав редакционных коллегий и редакционных советов журналов «Экспериментальная и клиническая физиология и биохимия», «Физиологический журнал», «Acta medica leopoliensia».

## Семья
Жена Мария Николаевна, из того же села, что и Василий Пишак — врач-эндокринолог, воспитали дочь Ольгу, также медика, доктора медицинских наук, профессора. Две внучки.